# Paris, musée du XXIe siècle, le dixième arrondissement
Paris, musée du XXIe siècle, le dixième arrondissement est un écrit de Thomas Clerc.
Il fut sélectionné pour le Prix Renaudot en 2007.

## Note
1. ↑  Collection L'Arbalète, Gallimard, 264 pages, ill.  (ISBN 978-2-07-078485-1)
2. ↑  « La dernière sélection du Renaudot », sur lemonde.fr, 30 octobre 2007 (consulté le 24 mars 2023).